# 芝草宇宙
芝草 宇宙（しばくさ ひろし、1969年8月18日 - ）は、埼玉県所沢市出身の元プロ野球選手（投手）。野球解説者、野球指導者。現在は帝京長岡高等学校の野球部監督。

## 来歴・人物

### プロ入り前
帝京高校で高校野球大会に通算3回出場。3年時の1987年は、春夏の甲子園に共にエースとして出場。春の59回大会は、前年の秋の成績が芳しくなかったこともあってそれほど注目されていなかったが、2回戦で優勝候補の一角で、近畿大会王者の京都西を完封。準々決勝で野村弘、橋本清、立浪和義、片岡篤史らを擁するPL学園高校に延長11回、2-3でサヨナラ負け、2試合連続で好投したことで、一躍注目を浴びることとなった。夏の第69回選手権大会では2回戦・対東北高校戦でノーヒットノーランを達成（選手権大会史上20人目）するなど、3試合連続完封して準決勝に進出したが春夏連覇したPL学園に打ち込まれ、5-12で再び敗れた。高校の2学年上に河田雄祐と小林昭則、1学年上に奈良原浩がいた。
同年秋のプロ野球ドラフト会議で日本ハムファイターズに6位指名され入団。同期入団の島田直也とともにSSコンビと呼ばれた。ドラフト指名の時、当時パ・リーグ広報部長だった伊東一雄が「日本ハム、芝草宇宙」と彼の名を会場に呼び上げた際、「“ひろし”は宇宙、大宇宙、コスモ（と漢字を説明する）」と発表し話題になった。なお、『宇宙』の名前の由来は、生まれた年に行われたアポロ計画（アポロ11号の月面着陸）から来ており、それに感銘を受けた父親が名付けたものである。

### 日本ハム時代
1991年に入団4年目にして初めて一軍に昇格し、初登板初先発で完封勝利を達成した。しかしその後は谷間の先発と中継ぎを兼任する。
1996年、1998年に年間通してほぼ先発ローテーションを守り自己最多の7勝を挙げ規定投球回もクリアしたが、その二度共負け越しており入団から一軍の成績でも勝ち越しが1度しかなかった。
1999年は4月7日の東京ドームでの西武ライオンズ戦において、プロ入り初登板初先発の松坂大輔と投げ合ったが、敗戦投手となった。この年はシーズン途中から中継ぎで投げ、24試合で3勝4敗の成績で終わった。以降は投球フォームをオーバースローからサイドスローに変え先発から中継ぎに本格転向した。
2000年は20試合で1勝に留まったが、防御率は2.93だった。
2001年は56試合に登板し、6勝4敗2セーブ、防御率3.57の成績を残した（中継ぎ投手に本格転向後年間成績で負け越しが一度も無く転向は成功した）。
2002年は抑えも任されたこともあり、11セーブを挙げたが、防御率は前年とそれほど変わらなかった。
2003年9月28日、この前年に球団本拠地の北海道移転が決定していた日本ハムの「東京ドーム本拠地最終戦」で最終回のマウンドを踏んだ。しかし結果は四球による押し出しが決勝点となり、東京時代最後の敗戦投手となる。2004年から2006年まで北海道の緑をイメージした緑色のグラブを愛用しており、日本ハム時代に同僚の入来祐作から「バッタ」と呼ばれていた。自身の公式ブログのバナーにもグラブの写真を載せている。この年は自己最多の58試合に登板し3勝2敗を記録したが、防御率4.02と安定感に欠けた。
2004年も50試合に登板したが、2勝2敗、防御率5.43と前年より防御率が悪化した。プレーオフでの登板機会はなかった。
2005年は一軍登板なしに終わり、オフに投手コーチ就任を要請されるもこれを固辞、戦力外通告を受け、自由契約となった。

### ソフトバンク時代
2005年オフに12球団合同トライアウトに参加し、福岡ソフトバンクホークスにテスト入団した。背番号は12。
2006年は故障により一軍登板の機会がなく、10月3日に再び戦力外通告を受けた。

### ソフトバンク退団後
2年連続で12球団合同トライアウトを受け、オランダのホーフトクラッセから誘いが来るも断り、2007年に台湾・興農ブルズのテストを受け合格した。
2007年5月20日、興農から戦力外通告を受け、現役を引退した。

### 引退後
2007年10月13日、パ・リーグ・クライマックスシリーズ第2ステージ第1戦の中継（テレビ埼玉制作）で野球解説者としてデビューした。2008年にGAORA、日刊スポーツにて本格的な解説業を開始した。
2009年1月30日、社会人野球のかずさマジックのコーチに就任することが発表された。同年11月2日、かずさマジックからの退団がブログで発表された。
2010年に北海道文化放送・GAORAの野球解説者に就任。
2012年に東日本大震災復興支援ベースボールマッチで投手コーチを務めた。
2011年から2012年まで日本ハムの一軍投手コーチを務め、2013年からは同球団のチーム統轄本部アマスカウトを担当している。
2017年12月27日、日本ハムから今シーズン限りでの退団が発表された。
2018年4月より、母校である帝京高校の投手陣の指導を行う事が報道された。
2019年からはGAORA（ファームの試合中継のみ）として野球解説者に復帰する（同年6月2日放送から）。駿河台大学野球部コーチも務める。
2020年4月から帝京長岡高校の野球部監督に就任。

## 詳細情報

### 年度別投手成績
| 年 度     | 球 団     | 登 板 | 先 発 | 完 投 | 完 封 | 無 四 球 | 勝 利 | 敗 戦 | セ 丨 ブ | ホ 丨 ル ド | 勝 率 | 打 者 | 投 球 回 | 被 安 打 | 被 本 塁 打 | 与 四 球 | 敬 遠 | 与 死 球 | 奪 三 振 | 暴 投 | ボ 丨 ク | 失 点 | 自 責 点 | 防 御 率 | W H I P |
| --------- | --------- | ----- | ----- | ----- | ----- | -------- | ----- | ----- | -------- | ----------- | ----- | ----- | -------- | -------- | ----------- | -------- | ----- | -------- | -------- | ----- | -------- | ----- | -------- | -------- | ------- |
| 1991      | 日本ハム  | 8     | 4     | 1     | 1     | 0        | 1     | 1     | 0        | --          | .500  | 137   | 30.1     | 28       | 1           | 28       | 0     | 0        | 17       | 1     | 0        | 16    | 14       | 4.15     | 1.85    |
| 1992      | 日本ハム  | 10    | 0     | 0     | 0     | 0        | 0     | 1     | 0        | --          | .000  | 134   | 32.0     | 30       | 2           | 12       | 1     | 2        | 16       | 2     | 0        | 12    | 12       | 3.38     | 1.31    |
| 1993      | 日本ハム  | 27    | 2     | 0     | 0     | 0        | 4     | 1     | 2        | --          | .800  | 191   | 43.0     | 40       | 2           | 25       | 1     | 1        | 21       | 6     | 0        | 19    | 18       | 3.77     | 1.51    |
| 1994      | 日本ハム  | 34    | 1     | 0     | 0     | 0        | 4     | 5     | 1        | --          | .444  | 376   | 89.2     | 94       | 14          | 24       | 1     | 3        | 50       | 4     | 0        | 41    | 35       | 3.51     | 1.32    |
| 1995      | 日本ハム  | 17    | 5     | 0     | 0     | 0        | 1     | 4     | 1        | --          | .200  | 204   | 47.0     | 50       | 6           | 26       | 0     | 1        | 30       | 1     | 0        | 25    | 25       | 4.79     | 1.62    |
| 1996      | 日本ハム  | 26    | 22    | 3     | 0     | 0        | 7     | 9     | 0        | --          | .438  | 560   | 130.0    | 134      | 17          | 49       | 1     | 3        | 67       | 7     | 0        | 62    | 55       | 3.81     | 1.41    |
| 1997      | 日本ハム  | 20    | 15    | 4     | 1     | 0        | 3     | 9     | 0        | --          | .250  | 384   | 87.1     | 93       | 16          | 33       | 0     | 8        | 30       | 4     | 0        | 53    | 51       | 5.26     | 1.44    |
| 1998      | 日本ハム  | 25    | 21    | 6     | 1     | 0        | 7     | 11    | 0        | --          | .389  | 620   | 145.1    | 144      | 18          | 42       | 0     | 11       | 44       | 10    | 0        | 71    | 63       | 3.90     | 1.28    |
| 1999      | 日本ハム  | 24    | 7     | 0     | 0     | 0        | 3     | 4     | 0        | --          | .429  | 275   | 57.0     | 86       | 9           | 21       | 1     | 3        | 27       | 4     | 0        | 47    | 46       | 7.26     | 1.88    |
| 2000      | 日本ハム  | 20    | 0     | 0     | 0     | 0        | 1     | 0     | 0        | --          | 1.000 | 71    | 15.1     | 19       | 1           | 6        | 0     | 3        | 11       | 0     | 0        | 5     | 5        | 2.93     | 1.63    |
| 2001      | 日本ハム  | 56    | 0     | 0     | 0     | 0        | 6     | 4     | 2        | --          | .600  | 354   | 85.2     | 73       | 12          | 32       | 5     | 7        | 52       | 1     | 0        | 36    | 34       | 3.57     | 1.23    |
| 2002      | 日本ハム  | 55    | 0     | 0     | 0     | 0        | 4     | 3     | 11       | --          | .571  | 252   | 60.1     | 62       | 10          | 13       | 1     | 5        | 50       | 1     | 1        | 26    | 24       | 3.58     | 1.24    |
| 2003      | 日本ハム  | 58    | 0     | 0     | 0     | 0        | 3     | 2     | 0        | --          | .600  | 277   | 65.0     | 71       | 7           | 17       | 2     | 4        | 39       | 1     | 0        | 31    | 29       | 4.02     | 1.35    |
| 2004      | 日本ハム  | 50    | 0     | 0     | 0     | 0        | 2     | 2     | 0        | --          | .500  | 231   | 53.0     | 59       | 8           | 12       | 0     | 4        | 40       | 1     | 0        | 34    | 32       | 5.43     | 1.34    |
| 2007      | 興農      | 16    | 1     | 0     | 0     | 0        | 2     | 2     | 1        | 3           | .500  | 117   | 24.2     | 36       | 3           | 6        | 1     | 6        | 12       | 0     | 0        | 18    | 16       | 5.84     | 1.70    |
| NPB：14年 | NPB：14年 | 430   | 77    | 14    | 3     | 0        | 46    | 56    | 17       | --          | .451  | 4066  | 941.0    | 983      | 123         | 340      | 13    | 55       | 494      | 43    | 1        | 478   | 443      | 4.24     | 1.41    |
| CPBL：1年 | CPBL：1年 | 16    | 1     | 0     | 0     | 0        | 2     | 2     | 1        | 3           | .500  | 117   | 24.2     | 36       | 3           | 6        | 1     | 6        | 12       | 0     | 0        | 18    | 16       | 5.84     | 1.70    |

### 記録
NPB
- 初登板・初先発・初勝利・初完投・初完封：1991年4月24日、対ロッテオリオンズ5回戦（川崎球場）
- 初奪三振：同上、2回裏に堀幸一から
- 初セーブ：1993年5月16日、対オリックス・ブルーウェーブ7回戦（東京ドーム）、9回表に4番手で救援登板・完了、1回無失点

CPBL
- 打者0で勝利投手：2007年4月14日、対統一ライオンズ戦で記録。8回表二死二・三塁の場面で登板し、三塁走者をアウトにした。中華職業棒球大聯盟史上初で、日本でも2例しかない[9]。

### 背番号
- 29 （1988年 - 2005年）
- 12 （2006年）
- 20 （2007年）
- 77 （2011年 - 2012年）

## 関連情報

### 出演
- TVSヒットナイター（2008年から解説者として出演）
- なまら! 北海道日本ハムファイターズ中継（同上）
- GAORAプロ野球中継（2009年放送開始、解説者として出演）
- 競馬場の達人（2009年1月18日出演）
- スポーツワイド Fの炎〜SPORT HOKKAIDO〜（2010年から解説者として出演）